# Fonte Boa (Brazilië)
Fonte Boa is een gemeente in de Braziliaanse deelstaat Amazonas. De gemeente telt 18.803 inwoners (schatting 2009).